# Explorer's Guide to Wildemount
Explorer's Guide to Wildemount é um livro de regras de Dungeons & Dragons 5ª edição, detalhando o continente de Wildemount, do cenário de campanha de Critical Role. Matthew Mercer, criador da campanha, afirmou que o livro "deve servir tanto para fãs de Critical Role quanto para pessoas que nunca assistiram um episódio. É um cenário totalmente novo para usar em uma ou mais campanhas.":1:01 Foi autorado por Matthew Mercer, Chris Lockey, James Introcaso, James Haeck, e a Wizards of the Coast, sendo publicado pela Wizards of the Coast e lançado em 17 de março de 2020.

## Sumário
Explorer's Guide to Wildemount foi o primeiro cenário de campanha de Critical Role publicado oficialmente pela Wizards of the Coast. O livro detalha quatro distintas regiões de Wildemount, no mundo de Exandria, criado por Matthew Mercer. Ele inclui uma aventura inicial para cada uma das quatro regiões (planejadas para níveis de personagens 1-3), três subclasses, uma nova escola de magia chamada Dunamancy, mais de 20 novos monstros, e itens mágicos chamados Vestiges of Divergence.

### Conteúdo
O livro adiciona várias opções para jogadores e Dungeon Masters, incluindo:
- Introdução à Wildemount, com sua história e deidades
- Facções e sociedades, incluindo 13 novas facções
- Dicionário geográfico das quatro regiões de Wildemount
- Opções de personagens
  - Adiciona quatro novas raças (Pallid Elves, Lotusden Halflings, Draconblood, e Ravenite Dragonborns)
  - Adiciona uma nova subclasse de guerreiro, Echo Knight, duas novas subclasses de mago, Chronurgy e Graviturgy, e 15 novas magias de Dunamancy
- Quatro aventuras iniciais distintas, para os níveis 1-3
- Novos itens mágicos
- Novos monstros

## Histórico de publicações
O novo livro de regras foi anunciado em 13 de janeiro de 2020, após sua existência ter sido revelada em uma listagem de produtos da Amazon em 12 de janeiro de 2020. Foi publicado pela Wizards of the Coast em 17 de março de 2020. Mercer disse que "quase metade da arte no livro foi criada diretamente pela comunidade de Critical Role. Todos artistas que, em grande parte, nunca trabalharam com a Wizards anteriormente.":6:06
O livro também foi disponibilizado em formato digital através de parceiros da Wizards of the Coast: D&D Beyond, Fantasy Grounds, e Roll20. Em 17 de março de 2020, como parte da iniciativa "Fique em casa, jogue de casa" do Roll20 devido à pandemia COVID-19, as seções da aventura Frozen Sick e do vilarejo Palebank foram liberadas gratuitamente na plataforma.

### Desenvolvimento
Em resposta aos questionamentos sobre se o livro seria cânone e se havia passado por testes rigorosos, Jeremy Crawford, o designer líder de regras de Dungeons & Dragons, confirmou que Explorer's Guide to Wildemount é um produto oficial da Wizards of the Coast. Ele afirmou que "como todo livro de D&D, suas regras foram testadas por jogadores, desenvolvidas pela equipe de D&D, e examinadas por mim."
Chris Perkins, líder intero da Wizards of the Coast no projeto Explorer's Guide to Wildemount, disse que "Exandria, o mundo no qual Wildemount é um dos continentes, se encaixa no multiverso de D&D na medida que é um outro mundo no plano material. Então, assim como Eberron ou Toril, ou Krynn, ou Athas, ele existe na mesma esfera. [...] Este é um universo nascido, em grande parte, da imaginação de uma pessoa. E, também nasceu de um jogo em livestream. [...] No sentido do mundo em si e o que o diferencia, eu acho que é a junção de aventura clássica D&D com um plano de fundo político. Um momento tenso na história de Exandria onde grandes poderes políticos estão procurando controle sobre os recursos do continente. Um continente que já presenciou várias calamidades no passado. Os personagens têm a chance de prevenir que mais uma aconteça, efetivamente. E isso é interessante.":0:11
Inverse reportou que o livro segue a tendência de materiais publicados pela Wizards of the Coast serem originados em séries de jogos ao vivo. Acquisitions Incorporated (2019) foi baseado numa série de jogos ao vivo de mesmo nome, e Baldur's Gate: Descent into Avernus (2019) incluíu o persoangem de Joe Manganiello, Arkhan. ComicBook destacou que a Wizards of the Coast possui um processo de desenvolvimento deliberadamente lento "com o time de D&D formalmente lançando cerca de três livros por ano. Um desses três livros anuais é uma campanha completa, o que deixa duas publicações abertas para novos livros de regras, atualização de aventuras, e outras publicações suplementares como cenários de campanha". Nos últimos três anos, colaborações como a de Guildmaster's Guide to Ravnica, Acquisitions Incorporated, e Explorer's Guide to Wildemount foram adicionadas ao cronograma "em adição às três publicações anuais".

## Produtos relacionados

### Critical Role
Critical Role é uma websérie na qual um grupo de dubladores profissionais jogam Dungeons & Dragons, com Mercer de Dungeon Master e criador do mundo de Exandria. Vários produtos baseados no show foram licenciados, incluindo o Explorer's Guide to Wildemount. O continente de Wildemount foi mencionado inicialmente na primeira campanha de Critical Role, como o local de onde os vilões Delilah e Sylas Briarwood surgiram:3:04:44 e posteriormente como o continente natal do personagem Taryon Darringon.:0:44:55 Wildemount é o cenário principal da segunda campanha de Critical Role. Explorer's Guide to Wildemount inclui conteúdo cânone até parte da segunda campanha, com James Haeck afirmando que "logo no início do livro, deixamos claros que ele está ambientado em um ponto de tempo bem específico e que as histórias irão divergir no futuro de Critical Role.":25:36

### Tal'Dorei Campaign Setting
Em 2017, o time de Critical Role e Green Ronin Publishing lançaram um livro de regras sobre o continente de Tal'Dorei, o continente de Exandria onde se passa a maior parte da primeira campanha da websérie. Critical Role: Tal'Dorei Campaign Setting foi lançado usando a Open Game License da Wizards of the Coast:143 e não é considerado material "oficial".

## Recepção

### Pré-lançamento
Em 13 de janeiro de 2020, Explorer's Guide to Wildemount alcançou a 3ª posição de mais vendidos da Amazon e, poucos dias depois, mesmo considerando apenas pré-ordens, alcançou a posição de livro mais bem vendido da Amazon.
Corey Plante, do Inverse, reportou que "em termos de novas mecânicas, Explorer's Guide to Wildemount poderia até ser mais significativo para D&D do que o lançamento de novembro da Wizards, Eberron: Rising from the Last War, que introduziu uma nova classe que usou a nova escola de magia criada por Matthew Mercer, Dunamancy."
Sead Fadilpasic, do TheGamer, reportou sobre as críticas negativas do anúncio de Explorer's Guide to Wildemount e a resposta de Matthew Mercer no Reddit. Fadilpasic escreveu que Mercer "respondeu às frustrações de muitos fãs em termos do cenário de campanha, [...] - concordando com eles, e afirmando que a escolha de Wildemount não muda em nada qualquer plano existente da Wizards para cenários antigos. [...] A postagem de Mercer recebeu muita atenção - em grande parte positiva - com pessoas elogiando seu trabalho e encorajando-o."
Christian Hoffer, do ComicBook, enfatizou as diferenças no histórico de publicações da 4ª e 5ª edição: "nesta altura, na 4ª edição, nós tínhamos cenários de campanha para Forgotten Realms, Dark Sun, Shadowfell, Eberron, e Underdark. Em comparação, nós tivemos livros de cenário para Sword Coast e Eberron, junto com Ravnica e agora Wildemount". Hoffer também reportou na divisão entre os fãs de cenários antigos de D&D, e os fãs de novos cenários. Ele escreveu: "eu acho que alguns desses problemas podem ser resolvidos ao olhar para o futuro e ver que mais cenários de campanha estão sendo criados. [...] O sucesso da 5ª edição significa que não há pressa para publicar materiais antes deles se tornarem obsoletos, e significa que os livros serão lançados de maneira mais lenta."

### Avaliação da crítica
Na lista de Best sellers de março de 2020 da Publishers Weekly, Explorer's Guide to Wildemount ficou em 1º lugar na categoria "Capa dura não-ficção" e em 4º no geral. Publishers Weekly enfatizou que o livro vendeu mais de 26.500 unidades. Nas semana seguinte, o livro caiu para a 9ª posição na categoria "capa dura não-ficção".
Charlie Hall, do Polygon, escreveu que o livro é "escrito com um cuidado incomum para este tipo de coisas" e "pode ser um dos melhores exemplos de seu tipo já criados para a 5ª edição. [...] O mundo de Wildemount em si parece ser mais novo e atual do que qualquer coisa anterior." Hall enfatizou que o livro "guia o leitor em como diferentes raças se relacionam baseado em suas atitudes culturais e preconceitos."
Hoffer, do ComicBook, afirmou que o livro reusa a raça Orc tal qual em Eberron: Rising From the Last War, ao invés da versão original de Volo's Guide to Monsters. Algumas das diferenças inclui não ter uma penalidade de inteligência ou ser ameaçador. Hoffer escreveu que o livro "dá passos importantes em especificar que nenhuma raça de criaturas inteligentes são inerentemente más, ou inerentemente menos inteligentes que outras raças. Enquanto muitos ainda vêem a ideia de "raça" em D&D como algo problemático, Explorer's Guide to Wildemount ao menos remove um dos aspectos mais problemáticos desta parte do D&D."
James Grebey, do Syfy Wire, também enfatizou que o livro "adiciona certo nuance a um dos tropos mais prejudiciais do D&D" e "crucialmente, apesar de sujeitos maus existirem entre os Kryn, eles não são maus apenas por causa de sua raça. Tradicionalmente, isso não é o caso em D&D. [...] Com a dinastia Kryn, pelo menos, Mercer oferece uma maneira dos jogadores adicionarem contextos cruciais e sutilezas aos seus jogos."